# Sandra Nasić
Sandra Nasić (Göttingen, 25 de maig de 1976), és una cantant alemanya.de pares croats. És la cantant principal de la banda de rock Guano Apes.

## Primera etapa amb Guano Apes
Després de graduar-se a l'escola de secundària, planejava estudiar Art i Disseny. Però una nit de l'any 1994, en una festa universitària, els altres tres membres de la futura banda la van veure i després d'una breu xerrada amb ells va començar a assajar.
Nasić va ser introduïda originalment a la banda pel guitarrista Henning Rümenapp que volia la seva opinió sobre un cantant que Henning havia descobert per al seu propi projecte. La banda va canviar d'ell a ella, encara que van seguir sent amics.
Sandra té una veu única com a cantant de rock, és capaç de cobrir el rang d'agressivitat fins a la vulnerabilitat dins d'una sola cançó. El seu estil fa que es destaqui dins l'escena musical des dels començaments de la seva carrera.
Ha estat comparada amb molts cantants com Serj Tankian i Chino Moreno. De fet, System of a Down, Deftones i Korn són algunes de les seves bandes preferides, la qual cosa revela les seves influències musicals.
Entre l'any 1997 i el 2003 grava amb Guano Apes tres àlbums d'estudi, Proud Like a God, Don't Give Me Names i Walking on a Thin Line.
L'any 2000 va ser artista convidada en un tema de la banda finlandesa Apocalyptica, sent la cantant del senzill «Path Vol. 2».
El 2001 va rebre un premi EinsLive Krone com a millor cantant.

## Àlbum solista
Després que Guano Apes completés un breu comiat en suport al seu disc de grans èxits Planet of the Apes, al febrer de 2005, ella va anunciar una carrera en solitari, que es va concretar amb el seu àlbum debut The Signal, publicat el 29 d'octubre del 2007 sense gaire èxit. El primer tema es titula «Candy Love» i té un ritme techno-electrònic.

## Nova etapa amb Guano Apes
L'any 2009 Guano Apes es tornen a reunir per realitzar una sèrie de concerts a Alemanya, Portugal, Bèlgica, etc. El més destacat és el realitzat al festival Rock am Ring 2009.
Després d'aquesta gira la banda comunica a la seva pàgina oficial que treballen en un nou àlbum, al febrer del 2011 publiquen el senzill «Oh What a Night», i a l'abril surt el disc amb el títol Bel Air.
L'any 2014 publiquen el disc Offline i el 2017 l'àlbum Proud Like a God XX.

## Discografia

### Àlbums amb Guano Apes
- Proud Like a God (1997).
- Don't Give Me Names (2000).
- Walking on a Thin Line (2003).
- Guano Apes - Live (2003).
- Planet of the Apes (2004).
- Lost (T)apes (2006).
- Bel Air (2011).
- Offline (2014).
- Proud Like a God XX (2017).

### Amb Apocalyptica
- Com a cantant en el senzill «Path Vol. 2» (2000).[4]

### Àlbum en solitari
- The Signal (2007).